# Mohammad Akkari
Mohammad Akkari, również jako Mohammad El Akkari (ur. 1985) – libański koszykarz grający na pozycji rozgrywającego i rzucającego obrońcy. Wychowanek i zawodnik klubu Al Mouttahed Tripoli, grającego w Libańskiej Lidze Koszykówki. Wicemistrz Libanu z 2008 i 2009 roku.
Mohammad Akkari jest wychowankiem libańskiego klubu Al Mouttahed Tripoli. Występuje w nim od początku swojej profesjonalnej kariery koszykarskiej, którą rozpoczął w 2004 roku. Z drużyną tą dwukrotnie (w sezonach 2007/2008 i 2008/2009) awansował do finału rozgrywek Libańskiej Ligi Koszykówki, w obu przypadkach przegrywając finał i zdobywając wicemistrzostwo kraju. Ponadto także dwukrotnie (w sezonach 2009/2010 i 2010/2011) awansował do półfinału tych rozgrywek, zdobywając brązowe medale mistrzostw Libanu. Z klubem tym w sezonie 2009/2010 awansował także do finału Klubowych Mistrzostw Azji, w którym klub z Trypolisu przegrał z libańskim Sporting Al Riyadi Beirut.
3 kwietnia 2012 roku w wygranym 173–141 meczu Libańskiej Ligi Koszykówki przeciwko klubowi Bejjeh SC zdobył 113 punktów. Jest to drugi najlepszy wynik w historii, jaki zanotowano w oficjalnym meczu koszykówki rozegranym w Azji (w 1923 roku Lou Salvador zdobył 116 punktów w meczu reprezentacji Filipin z reprezentacją Chin) i najlepsze osiągnięcie w historii azjatyckiej koszykówki klubowej. Akkari w spotkaniu z Bejjeh SC oddał 59 rzutów za trzy punkty, z czego 32 były celne, a w sumie oddał 69 rzutów z gry, z czego 40 było celnych oraz 1 celny rzut osobisty.

## Statystyki
| Sezon     | Drużyna              | M  | S5 | MPG  | FG%   | 3P%   | FT%   | RPG | APG | SPG | BPG | PPG |
| --------- | -------------------- | -- | -- | ---- | ----- | ----- | ----- | --- | --- | --- | --- | --- |
| 2009/2010 | Al Mouttahed Tripoli | 11 | ?  | 6,5  | 50,0% | 29,6% | 66,7% | 0,6 | 0,2 | 0,2 | 0,0 | 2,7 |
| 2010/2011 | Al Mouttahed Tripoli | 28 | ?  | 12,0 | 40,9% | 36,2% | 100%  | 1,3 | 0,8 | 0,6 | 0,0 | 5,3 |
| 2011/2012 | Al Mouttahed Tripoli | 23 | ?  | 19,2 | 34,0% | 31,4% | 90,9% | 2,0 | 0,9 | 1,1 | 0,0 | 7,6 |